# La Concepción (Chiriquí)
La Concepción es la ciudad cabecera del distrito de Bugaba en la provincia de Chiriquí en Panamá. Se encuentra sobre la carretera Interamericana y la carretera que une directamente a las tierras altas (Volcán, Cerro Punta, Río Sereno) de la provincia de Chiriqui con sus llanuras. Es la segunda ciudad de importancia económica en la provincia de Chiriquí. La localidad tiene 21.356 habitantes (2010).

## Geografía
La Concepción se encuentra a 08.31N 82.37W. Limita al norte, con el distrito de Tierras Altas; al sur, los corregimientos de: La Estrella y Bugaba; al este, con el corregimiento de Bongo y Solano y al oeste, los corregimientos de Sortova y Santa Rosa. Su relieve es quebrado, esto obedece a sus suelos de origen volcánicos, por ella pasan tres importantes ríos (Río Piedra, Mula, Güigala y Escarrea).
Está conformada por los siguientes barrios o áreas: 
- Belén
- El Porvenir
- Vista Hermosa
- Dulce Hogar
- Santa Isabel
- Bello Horizonte
- Bugabita

Todos juntos crean el área urbana de La Concepción.

## Economía

### Sector agrícola y Pecuario
Esta ciudad se considera ganadera y agrícola por excelencia, debido a su alta productividad; podríamos decir, que esta actividad es el motor del pujante crecimiento de la economía.
En el ciudad existen más de diez establecimiento orientados al sector agropecuario.

### Vivienda
La Concepción debido a su cercanía a Tierras Altas de Bugaba, Paso Canoas Internacional y San José de David es escogida por muchas personas para establecer su domicilio. Desde 2005 en la Zona sur de la ciudad principalmente, se está presentando la creación de nuevas urbanizaciones, como: El Bosque, Los Centauros, Los Senderos y Virgina.

### Comercio
Es netamente agrícola, pero en los últimos años se ha establecido diversas empresas nacionales, bancos y puestos de comida, tales como: Grupo Rey, Banco Azteca, Super 99, Banvivienda y otros.

## Historia
En 1832, la parroquia de Bugaba pertenecía al Cantón de Alanje y estaba habitada por unas 1,000 personas. Desde el año de 1841 Bugaba fue designado Distrito Parroquial, y de eso hace ya 154 años. Después de cumplir sus primeros cien años de fundación (1963), el Distrito de Bugaba y el Corregimiento de la Concepción ha progresado de una manera extraordinaria y en la actualidad ocupa un lugar importante dentro de la geografía nacional.

## Cultura
Cuna de múltiples talentos en distintos artes, así como hogar de una de las más reconocidas academias folklóricas de toda la provincia. Este pequeño terruño del distrito también es cuna de una tradición centenaria como lo son las danzas de bugabita.
La patrona del corregimiento es la Virgen de la Inmaculada Concepción cuya fecha de conmemoración coincide con el día dedicado nacionalmente a las madres. Las fiestas de la Virgen de la Candelaria también son celebradas por lo grande entre finales de enero y principios de febrero de cada año.  En la antigua plaza del ferrocarril aún se celebran las tradicionales corridas de toros, la cocina de los padres y además los bailes populares en los toldos que son ya tradicionales en estas fiestas.
Dentro de otras actividades en el marco de las fiestas de La candelaria podemos destacar el Paseo de la Basquiña Chiricana y la procesión de la virgen; ambas se realizan el día 1 de febrero, La tradicional gran cabalgata del día 2 de febrero (Día de La Candelaria - patrona de las fiestas) y podemos mencionar también la Feria de La Candelaria que se realiza para estas fechas.
El 6 de agosto es un día muy importante para los habitantes, ya que celebran la creación del Distrito de Bugaba. Fiestas en las cuales son realizadas corridas de toros en barreras, cabalgatas, presentaciones artísticas y multitudinales desfiles de bandas estudiantiles e independientes.
En el corregimiento de La Concepción se cuenta con una de las estaciones más icónicas del ferrocarril de Chiriquí.

### Deporte
En la populosa Barriada de El Porvenir, se ha construido hace ya varios años el Estadio Municipal de Bugaba, escenario inmemorial de épicas batallas beisbolísticas. Otro Complejo Deportivo lo encontramos en la Barriada de Solano, donde muchos jóvenes se divierten, hacen deportes y se dan ligas de Basketball u otros deportes.
En el 2012 en Vía Volcán se inauguró la Ciudad Deportiva de Bugaba, un centro deportivo muy importante en la provincia y que albergará diversos campeonatos provinciales y distritales.
Durante años en este corregimiento en el marco de las fiestas de La Candelaria se ha realizado una carrera internacional.

### Educación
En el corregimiento de La Concepción hay dos colegios públicos de secundaria:
- Colegio Daniel Octavio Crespo
- Instituto Profesional y Técnico de La Concepción (Actualmente pertenece al nuevo corregimiento de Solano).

Otras Instituciones educativas secundarias dentro de la ciudad, de orden privado son:
- Instituto Barú
- Instituto Adventista Panameño
- Instituto Bilingüe Paulletino
- Instituto Chiriquí (laboral)
- Colegio Laboral Nocturno de Oriente
- Saint Michael´s Institute
- Escuela Santa Catalina

En el 2018 Inicia operaciones el Instituto CEDLIST, el cual ofrece carreras técnicas.